# J. J. Perry
Pour les articles homonymes, voir Perry.
Jordan Andrew Perry, dit J. J. Perry, est un réalisateur, acteur, cascadeur, réalisateur de seconde équipe et artiste martial américain né en 1967.

## Biographie
J. J. Perry commence les arts martiaux en 1975, à l'âge de 8 ans  Because his mother was not able to afford her son's lessons, he cleaned a martial arts school, and received lessons in trade. Il obtient une ceinture noire quatrième degré en taekwondo en 1993. Il a obtenu sa ceinture noire de Taekwondo à l'âge de 12 ans et a participé à des compétitions de 7 à 24 ans.
Il commence sa carrière audiovisuelle comme doublure cascades du personnage de Johnny Cage, incarné par Linden Ashby dans le film Mortal Kombat (1995). Dans la suite Mortal Kombat : Destruction finale (1997), il incarne Cyrax, Scorpion et Noob Saibot. Il participe par la suite aux cascades de plusieurs séries télévisées comme Buffy contre les vampires. Il apparait parfois à l'écran dans des rôles mineurs.
En 2004, il remporte le prix du meilleur cascadeur de l'année aux Taurus World Stunt Awards pour son son travail sur la comédie Bienvenue dans la jungle (2003) He was also voted 2012 Stunt Coordinator of the Year. Il fait partie de l'équipe de cascadeurs du film Ultraviolet (2006) de Kurt Wimmer,.
En 2022, J. J. Perry réalise son premier long métrage, Day Shift, produit par 87North Productions, une société créée par l'ancien cascadeur David Leitch. Chad Stahelski produit également le film, qui met en scène Jamie Foxx dans le rôle d'un tueur de vampires. Le long métrage est diffusé sur Netflix.
Il met ensuite en scène The Killer's Game, adaptation d'un roman de Jay Bonansinga, avec Dave Bautista, Ben Kingsley et Sofia Boutella.
Il enchaîne avec Afterburn, d'après la série de comics du même nom de Scott Chitwood et Paul Ens et éditée par Red 5 Comics.

## Filmographie
Sauf indication contraire, les informations mentionnées dans cette section peuvent être confirmées par les bases de données cinématographiques IMDb et Allociné,  présentes dans la section « Liens externes ».

### Réalisateur
- 2022 : Day Shift
- 2024 : The Killer's Game
- 2025 : Afterburn

### Acteur
- 1985 : Prière pour un tueur (Pray for Death) de Gordon Hessler (non crédité)
- 1985 : They Still Call Me Bruce de James Orr et Johnny Yune : un étudiant en karaté (non crédité)
- 1993 : Full Impact de David Huey : un combattant de rue
- 1995 : Duckman (Duckman: Private Dick/Family Man) (série TV) - 1 épisode : un ninja
- 1997 : Bloodsport 3 d'Alan Mehrez : J. J. Tucker
- 1997 : Mortal Kombat : Destruction finale (Mortal Kombat Annihilation) de John R. Leonetti : Cyrax, Scorpion et Noob Saibot
- 1998 : Deadly Ransom de Robert Hyatt : Tony
- 1998 : Enter the Eagles (渾身是膽) de Corey Yuen : Ben
- 1998-1999 : Mortal Kombat: Conquest (série TV) - 2 épisodes : Sub-Zero
- 1999 : Wild Wild West de Barry Sonnenfeld : le gars à la pelle
- 2000 : Walker, Texas Ranger (série TV) - 1 épisode : l'agent fédéral Paul Westfall (non crédité)
- 2001 : The Rage Within de Mike Norris : Jay
- 2001 : The Silent Force de David H. May : Rookie
- 2003 : Timecop 2 : La Décision de Berlin (Timecop 2: The Berlin Decision) de Steve Boyum : un officier
- 2004 : Spartan de David Mamet : un garde du corps
- 2004 : Max Havoc : La malédiction du dragon (en) (Max Havoc: Curse of the Dragon)' d'Albert Pyun et Isaac Florentine : l'arbitre du combat de boxe
- 2004 : Sunland Heat de Halder Gomes : Matthews
- 2005 : xXx² : The Next Level (xXx: State of the Union) de Lee Tamahori : un policier militaire (non crédité)
- 2005 : Double Riposte (Today You Die) de Don E. FauntLeRoy : un criminel
- 2006 : Les Experts : Manhattan (CSI: NY) (série TV) - 1 épisode : Keith Gale
- 2007 : Adventures of Johnny Tao de Kenn Scott : Lido
- 2008 : Trafic mortel (The Shepherd: Border Patrol) d' 	Isaac Florentine : un clandestin
- 2008 : Prison Break (série TV) - 1 épisode : un garde du corps
- 2009 : Tea and Remembrance (court métrage) de Ron Yuan : le patron du bar
- 2009 : The Tournament de Scott Mann : Montoya
- 2011 : Piégée (Haywire) de Steven Soderbergh : Max
- 2012 : Kill the Gringo (Get the Gringo) d'Adrian Grunberg : Reginald T. Barnes

### Cascades
- 2005 : Be Cool de F. Gary Gray : doublure de John Travolta
- 2005 : xXx² : The Next Level (xXx: State of the Union) de Lee Tamahori : doublure de Barry Sigismondi
- 2005 : Serenity de Joss Whedon : doublure de Nathan Fillion
- 2005 : Double Riposte (Today You Die) de Don E. FauntLeRoy : doublure de Jamie McShane
- 2006 : The Hard Easy d'Ari Ryan : doublure de David Boreanaz
- 2006 : Blood and Bone de Ben Ramsey : directeur des arts martiaux
- 2010 : The Experiment de Paul Scheuring : coordinateur d'action
- 2010 : Warrior de Gavin O'Connor
- 2012 : Django Unchained de Quentin Tarantino : cascadeur
- 2013 : Homefront de Gary Fleder : doublure de Clancy Brown
- 2013 : La Chute de la Maison-Blanche (Olympus Has Fallen) d'Antoine Fuqua : scènes de combat
- 2014 : John Wick de Chad Stahelski et David Leitch : cascadeur